# Brévands
Brévands é uma ex-comuna francesa na região administrativa da Normandia, no departamento Mancha. Estendeu-se por uma área de 14 km². Em 2010 a comuna tinha 347 habitantes (densidade: 24,8 hab./km²).
Em 1 de janeiro de 2017 foi fundida na comuna de Carentan-les-Marais.